# Parapsyche kurosawai
Parapsyche kurosawai är en nattsländeart som först beskrevs av Kobayashi 1956.  Parapsyche kurosawai ingår i släktet Parapsyche och familjen ryssjenattsländor. Inga underarter finns listade i Catalogue of Life.